# 邇摩郡
- 令制国一覧 > 山陰道 > 石見国 > 邇摩郡
- 日本 > 中国地方 > 島根県 > 邇摩郡

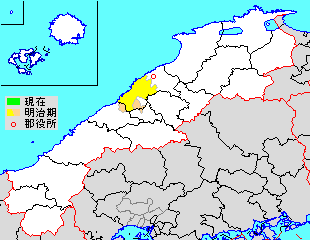
島根県邇摩郡の位置（薄黄：後に他郡に編入された区域）

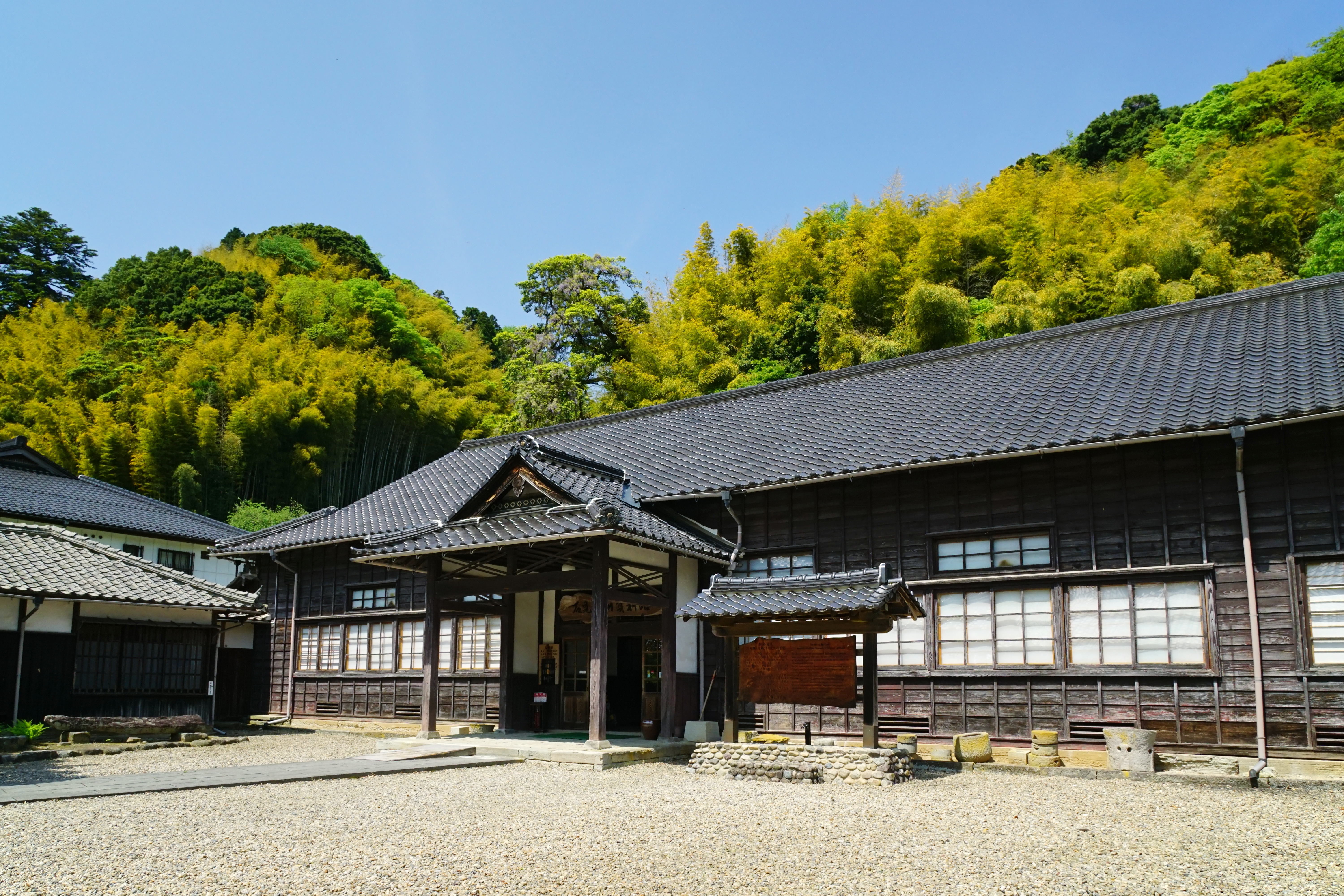
旧邇摩郡役所、旧大森代官所、現石見銀山資料館、大田市大森町

邇摩郡（にまぐん）は、島根県（石見国）のかつての郡。

## 郡域
1879年（明治12年）に行政区画として発足した当時の郡域は、下記の区域にあたる。
- 大田市の一部（祖式町を除く静間町、大屋町鬼村、久利町各町、川合町忍原以西）
- 江津市の一部（波積町各町）
- 邑智郡川本町の一部（北佐木）

## 歴史

### 古代
郡名の由来は、かつてこの地域一帯に大きな沼があり「ヌマ（沼）」が転訛したという説や、備中国下道郡迩磨（にま）郷より開拓者が移住したことに因むという説などがあるが、はっきりしない。なお、914年(延喜14年)に三善清行が醍醐天皇へ提出した『意見十二箇条』に登場する「二万郷」（後に改めて「邇磨郷」)は、備中国下道郡（現・岡山県倉敷市）にかつて存在した地名である。

#### 式内社
『延喜式』神名帳に記される郡内の式内社。
| 神名帳             | 神名帳                 | 神名帳 | 神名帳                   | 比定社                   | 比定社                   | 比定社 | 集成 |
| 社名               | 読み                   | 格     | 付記                     | 社名                     | 所在地                   | 備考   | 集成 |
| ------------------ | ---------------------- | ------ | ------------------------ | ------------------------ | ------------------------ | ------ | ---- |
| 迩摩郡 5座（並小） |                        |        |                          |                          |                          |        |      |
| 城上神社           | キカミノ               | 小     |                          | 城上神社                 | 島根県大田市大森町       |        |      |
| 山辺八代姫命神社   | ヤマノヘノヤシロヒメ-  | 小     |                          | （論）山辺八代姫命神社   | 島根県大田市久利町久利   |        |      |
| 山辺八代姫命神社   | ヤマノヘノヤシロヒメ-  | 小     | （論）山辺八代姫命神社   | 島根県大田市大代町八代   |                          |        |      |
| 霹靂神社           | ヒヤクラクノ カムトケ  | 小     |                          | 霹靂神社                 | 島根県大田市温泉津町湯里 |        |      |
| 霹靂神社           | ヒヤクラクノ カムトケ  | 小     | （論）合祀：神楽岡八幡宮 | 島根県大田市仁摩町仁万   |                          |        |      |
| 水上神社           | ミノカミノ             | 小     |                          | 水上神社                 | 島根県大田市温泉津町西田 |        |      |
| 国分寺霹靂神社     | コクブンジヒヤクラクノ | 小     |                          | （論）合祀：神楽岡八幡宮 | 島根県大田市仁摩町仁万   |        |      |
| 国分寺霹靂神社     | コクブンジヒヤクラクノ | 小     | （論）合祀：五十猛神社   | 島根県大田市五十猛町     |                          |        |      |
| 国分寺霹靂神社     | コクブンジヒヤクラクノ | 小     | （論）国分寺霹靂神社     | 島根県浜田市国分町       |                          |        |      |
| 凡例を表示         |                        |        |                          |                          |                          |        |      |

### 近世以降の沿革
- 明治初年時点で、全域が大森代官所が管轄する幕府領であった。「旧高旧領取調帳データベース」に記載されている明治初年時点での村は以下の通り[1]。（46村）

佐摩村、西田村、湯里村、温泉津村、小浜村、飯原村、荻村、白坏村、三久須村、福原村、戸蔵村、忍原村、大国村、天河内村、馬路村、仁万村、宅野村、磯竹村、鬼村、大屋村、赤波村、今市原村、先市原村、久利村、松代村、行恒村、静間村、荻原村、大家本郷、新屋村、北佐木村、福田村、殿村、井尻村、井田村、津淵村、大田村、横道村、波積本郷、波積南村、波積北村、上村、福光下村、福光林村、福光本領、吉浦村
- 明治2年8月2日（1869年9月7日） - 大森県の管轄となる。
- 明治3年1月9日（1870年2月9日） - 浜田県の管轄となる。
- 明治8年（1875年）（37村）
  - 今市原村・先市原村が合併して市原村となる。
  - 福光下村・福光林村・福光本領が合併して福光村となる。
  - 戸蔵村が忍原村に、赤波村が佐摩村に、殿村が福田村に、井尻村・津淵村が井田村に、横道村が福田村にそれぞれ合併。
- 明治9年（1876年）4月18日 - 第2次府県統合により島根県の管轄となる。
- 明治12年（1879年）1月12日 - 郡区町村編制法の島根県での施行により行政区画としての邇摩郡が発足。「安濃邇摩郡役所」が佐摩村に設置され、安濃郡とともに管轄。

### 町村制以降の沿革

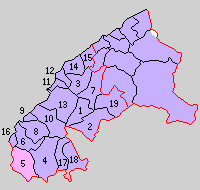
1.大森村 2.水上村 3.大屋村 4.井田村 5.波積村 6.福光村 7.久利村 8.大浜村 9.温泉津村 10.湯里村 11.仁万村 12.宅野村 13.明治村 14.五十猛村 15.静間村 16.福浦村 17.大家村 18.八代村 19.忍原村（紫：大田市 桃：江津市 赤：邑智郡川本町）

- 明治22年（1889年）4月1日 - 町村制の施行により、下記の各村が発足。特記以外は現・大田市。（19村）
  - 大森村（佐摩村の大部分［字赤波を除く］が単独村制）
  - 水上村 ← 荻原村、福原村、白坏村、三久須村
  - 大屋村 ← 大国村［枝郷小波］、大屋村、鬼村
  - 井田村 ← 荻村、井田村、福田村、大田村
  - 波積村 ← 波積南村、波積本郷（現・江津市）、波積北村（現・大田市、江津市）
  - 福光村（福光村の大部分［今浦を除く］が単独村制）
  - 久利村 ← 行恒村、松代村、久利村、市原村、佐摩村［字赤波］
  - 大浜村 ← 上村、飯原村、小浜村
  - 温泉津村（単独村制）
  - 湯里村 ← 西田村、湯里村
  - 仁万村、宅野村（それぞれ単独村制）
  - 明治村 ← 馬路村、天河内村、大国村［枝郷小波を除く］
  - 五十猛村（磯竹村が単独村制）
  - 静間村（単独村制）
  - 福浦村 ← 吉浦村、福光村［今浦］
  - 大家村 ← 大家本郷、北佐木村［字大口］
  - 八代村 ← 新屋村（現・大田市）、北佐木村［字大口を除く］（現・川本町）
  - 忍原村（単独村制）
- 明治24年（1891年）4月1日 - 明治村が分割し、一部（馬路）に馬路村が、残部（大国・天河内）に大国村がそれぞれ発足。（20村）
- 明治29年（1896年）8月1日 - 郡制を施行。郡役所が大森村に設置。
- 明治36年（1903年）
  - 4月1日 - 温泉津村が町制施行して温泉津町となる。（1町19村）
  - 11月6日 - 大森村が町制施行して大森町となる。（2町18村）
- 大正12年（1923年）4月1日 - 郡会が廃止。郡役所は存続。
- 大正15年（1926年）7月1日 - 郡役所が廃止。以降は地域区分名称となる。
- 昭和4年（1929年）4月1日 - 忍原村が分割し、一部（字戸蔵）が久利村、残部（字戸蔵を除く）が安濃郡川合村に編入。（2町17村）
- 昭和11年（1936年）5月10日 - 仁万村が町制施行して仁万町となる。（3町16村）
- 昭和16年（1941年）8月1日 - 温泉津町・大浜村が合併し、改めて温泉津町が発足[2]。（3町15村）
- 昭和22年（1947年）
  - 8月1日 - 八代村の一部（北佐木）が邑智郡三原村に編入。
  - 11月15日 - 大家村・八代村が合併して大代村が発足。（3町14村）
- 昭和26年（1951年）4月1日（3町11村）
  - 波積村が那賀郡都治村・黒松村と合併して那賀郡江東村が発足し、郡より離脱。
  - 福光村・福浦村が合併して福波村が発足。
  - 大森町・水上村が合併し、改めて大森町が発足。
- 昭和27年（1952年）4月1日 - 那賀郡江東村の一部（波積北の一部）が福波村に編入。
- 昭和29年（1954年）
  - 1月1日 - 静間村・久利村が安濃郡大田町・長久村・鳥井村・久手町・波根東村・川合村と合併して大田市が発足し、郡より離脱。（3町9村）
  - 4月1日（3町3村）
    - 仁万町・宅野村・大国村・馬路村が合併して仁摩町が発足。
    - 温泉津町・井田村・福波村・湯里村が合併し、改めて温泉津町が発足。
- 昭和30年（1955年）4月1日 - 大代村が邑智郡川本町・川下村・三原村・三谷村と合併し、改めて邑智郡川本町が発足、郡より離脱。（3町2村）
- 昭和31年（1956年）9月30日 - 大森町・五十猛村・大屋村が大田市に編入。（2町）
- 平成17年（2005年）10月1日 - 温泉津町・仁摩町が大田市と合併し、改めて大田市が発足。同日邇摩郡消滅。

### 変遷表
| 明治22年以前 | 明治22年以前         | 明治22年以前       | 明治22年 4月1日 町村制施行 | 明治22年 - 大正15年          | 昭和元年 - 昭和30年               | 昭和元年 - 昭和30年               | 昭和元年 - 昭和30年         | 昭和31年 - 昭和64年           | 平成元年 - 現在        | 現在          |
| ------------ | -------------------- | ------------------ | -------------------------- | ---------------------------- | --------------------------------- | --------------------------------- | --------------------------- | ----------------------------- | ---------------------- | ------------- |
| 波積南村     | 波積南村             | 波積南村           | 波積村                     | 波積村                       | 昭和26年4月1日 那賀郡江東村       | 那賀郡江東村                      | 昭和29年4月1日 江津市       | 江津市                        | 江津市                 | 江津市        |
| 波積本郷     |                      |                    | 波積村                     | 波積村                       | 昭和26年4月1日 那賀郡江東村       | 那賀郡江東村                      | 昭和29年4月1日 江津市       | 江津市                        | 江津市                 | 江津市        |
| 波積北村     | （一部）             | （一部）           | 波積村                     | 波積村                       | 昭和26年4月1日 那賀郡江東村       | 那賀郡江東村                      | 昭和29年4月1日 江津市       | 江津市                        | 江津市                 | 江津市        |
| 波積北村     | （一部）             | （一部）           | 波積村                     | 波積村                       | 昭和26年4月1日 那賀郡江東村       | 昭和27年4月1日 福波村に編入       | 昭和29年4月1日 温泉津町     | 温泉津町                      | 平成17年10月1日 大田市 | 大田市        |
| 吉浦村       | 吉浦村               | 吉浦村             | 福浦村                     | 福浦村                       | 昭和26年4月1日 福波村             | 昭和26年4月1日 福波村             | 昭和29年4月1日 温泉津町     | 温泉津町                      | 平成17年10月1日 大田市 | 大田市        |
| 福光本領     | （今浦）             | 明治8年 福光村     | 福浦村                     | 福浦村                       | 昭和26年4月1日 福波村             | 昭和26年4月1日 福波村             | 昭和29年4月1日 温泉津町     | 温泉津町                      | 平成17年10月1日 大田市 | 大田市        |
| 福光本領     | （今浦を除く）       | 明治8年 福光村     | 福光村                     | 福光村                       | 昭和26年4月1日 福波村             | 昭和26年4月1日 福波村             | 昭和29年4月1日 温泉津町     | 温泉津町                      | 平成17年10月1日 大田市 | 大田市        |
| 福光下村     |                      | 明治8年 福光村     | 福光村                     | 福光村                       | 昭和26年4月1日 福波村             | 昭和26年4月1日 福波村             | 昭和29年4月1日 温泉津町     | 温泉津町                      | 平成17年10月1日 大田市 | 大田市        |
| 福光林村     |                      | 明治8年 福光村     | 福光村                     | 福光村                       | 昭和26年4月1日 福波村             | 昭和26年4月1日 福波村             | 昭和29年4月1日 温泉津町     | 温泉津町                      | 平成17年10月1日 大田市 | 大田市        |
| 井田村       | 井田村               | 井田村             | 井田村                     | 井田村                       | 井田村                            | 井田村                            | 昭和29年4月1日 温泉津町     | 温泉津町                      | 平成17年10月1日 大田市 | 大田市        |
| 井尻村       | 明治8年 井田村に合併 | 井田村             | 井田村                     | 井田村                       | 井田村                            | 井田村                            | 昭和29年4月1日 温泉津町     | 温泉津町                      | 平成17年10月1日 大田市 | 大田市        |
| 津淵村       | 明治8年 井田村に合併 | 井田村             | 井田村                     | 井田村                       | 井田村                            | 井田村                            | 昭和29年4月1日 温泉津町     | 温泉津町                      | 平成17年10月1日 大田市 | 大田市        |
| 福田村       | 福田村               | 福田村             | 井田村                     | 井田村                       | 井田村                            | 井田村                            | 昭和29年4月1日 温泉津町     | 温泉津町                      | 平成17年10月1日 大田市 | 大田市        |
| 殿村         | 明治8年 福田村に合併 | 福田村             | 井田村                     | 井田村                       | 井田村                            | 井田村                            | 昭和29年4月1日 温泉津町     | 温泉津町                      | 平成17年10月1日 大田市 | 大田市        |
| 横道村       | 明治8年 福田村に合併 | 福田村             | 井田村                     | 井田村                       | 井田村                            | 井田村                            | 昭和29年4月1日 温泉津町     | 温泉津町                      | 平成17年10月1日 大田市 | 大田市        |
| 荻村         |                      |                    | 井田村                     | 井田村                       | 井田村                            | 井田村                            | 昭和29年4月1日 温泉津町     | 温泉津町                      | 平成17年10月1日 大田市 | 大田市        |
| 大田村       |                      |                    | 井田村                     | 井田村                       | 井田村                            | 井田村                            | 昭和29年4月1日 温泉津町     | 温泉津町                      | 平成17年10月1日 大田市 | 大田市        |
| 湯里村       | 湯里村               | 湯里村             | 湯里村                     | 湯里村                       | 湯里村                            | 湯里村                            | 昭和29年4月1日 温泉津町     | 温泉津町                      | 平成17年10月1日 大田市 | 大田市        |
| 西田村       |                      |                    | 湯里村                     | 湯里村                       | 湯里村                            | 湯里村                            | 昭和29年4月1日 温泉津町     | 温泉津町                      | 平成17年10月1日 大田市 | 大田市        |
| 温泉津村     | 温泉津村             | 温泉津村           | 温泉津村                   | 明治36年4月1日 町制 温泉津町 | 温泉津町                          | 温泉津町                          | 昭和29年4月1日 温泉津町     | 温泉津町                      | 平成17年10月1日 大田市 | 大田市        |
| 上村         | 上村                 | 上村               | 大浜村                     | 大浜村                       | 昭和16年8月1日 温泉津町に編入     | 温泉津町                          | 昭和29年4月1日 温泉津町     | 温泉津町                      | 平成17年10月1日 大田市 | 大田市        |
| 飯原村       |                      |                    | 大浜村                     | 大浜村                       | 昭和16年8月1日 温泉津町に編入     | 温泉津町                          | 昭和29年4月1日 温泉津町     | 温泉津町                      | 平成17年10月1日 大田市 | 大田市        |
| 小浜村       |                      |                    | 大浜村                     | 大浜村                       | 昭和16年8月1日 温泉津町に編入     | 温泉津町                          | 昭和29年4月1日 温泉津町     | 温泉津町                      | 平成17年10月1日 大田市 | 大田市        |
| 仁万村       | 仁万村               | 仁万村             | 仁万村                     | 仁万村                       | 昭和11年5月10日 町制 仁摩町       | 昭和11年5月10日 町制 仁摩町       | 昭和29年4月1日 仁摩町       | 仁摩町                        | 平成17年10月1日 大田市 | 大田市        |
| 宅野村       | 宅野村               | 宅野村             | 宅野村                     | 宅野村                       | 宅野村                            | 宅野村                            | 昭和29年4月1日 仁摩町       | 仁摩町                        | 平成17年10月1日 大田市 | 大田市        |
| 馬路村       | 馬路村               | 馬路村             | 明治村                     | 明治24年4月1日 馬路村        | 馬路村                            | 馬路村                            | 昭和29年4月1日 仁摩町       | 仁摩町                        | 平成17年10月1日 大田市 | 大田市        |
| 天河内村     | 天河内村             | 天河内村           | 明治村                     | 明治24年4月1日 大国村        | 大国村                            | 大国村                            | 昭和29年4月1日 仁摩町       | 仁摩町                        | 平成17年10月1日 大田市 | 大田市        |
| 大国村       | （枝郷小波を除く）   | （枝郷小波を除く） | 明治村                     | 明治24年4月1日 大国村        | 大国村                            | 大国村                            | 昭和29年4月1日 仁摩町       | 仁摩町                        | 平成17年10月1日 大田市 | 大田市        |
| 大国村       | （枝郷小波）         | （枝郷小波）       | 大屋村                     | 大屋村                       | 大屋村                            | 大屋村                            | 大屋村                      | 昭和31年9月30日 大田市に編入  | 平成17年10月1日 大田市 | 大田市        |
| 大屋村       |                      |                    | 大屋村                     | 大屋村                       | 大屋村                            | 大屋村                            | 大屋村                      | 昭和31年9月30日 大田市に編入  | 平成17年10月1日 大田市 | 大田市        |
| 鬼村         |                      |                    | 大屋村                     | 大屋村                       | 大屋村                            | 大屋村                            | 大屋村                      | 昭和31年9月30日 大田市に編入  | 平成17年10月1日 大田市 | 大田市        |
| 五十猛村     | 五十猛村             | 五十猛村           | 五十猛村                   | 五十猛村                     | 五十猛村                          | 五十猛村                          | 五十猛村                    | 昭和31年9月30日 大田市に編入  | 平成17年10月1日 大田市 | 大田市        |
| 荻原村       | 荻原村               | 荻原村             | 水上村                     | 水上村                       | 水上村                            | 昭和26年4月1日 大森町             | 昭和26年4月1日 大森町       | 昭和31年9月30日 大田市に編入  | 平成17年10月1日 大田市 | 大田市        |
| 福原村       |                      |                    | 水上村                     | 水上村                       | 水上村                            | 昭和26年4月1日 大森町             | 昭和26年4月1日 大森町       | 昭和31年9月30日 大田市に編入  | 平成17年10月1日 大田市 | 大田市        |
| 白坏村       |                      |                    | 水上村                     | 水上村                       | 水上村                            | 昭和26年4月1日 大森町             | 昭和26年4月1日 大森町       | 昭和31年9月30日 大田市に編入  | 平成17年10月1日 大田市 | 大田市        |
| 三久須村     |                      |                    | 水上村                     | 水上村                       | 水上村                            | 昭和26年4月1日 大森町             | 昭和26年4月1日 大森町       | 昭和31年9月30日 大田市に編入  | 平成17年10月1日 大田市 | 大田市        |
| 佐摩村       | 佐摩村               | 佐摩村             | 大森村                     | 明治36年11月6日 町制 大森町  | 大森町                            | 昭和26年4月1日 大森町             | 昭和26年4月1日 大森町       | 昭和31年9月30日 大田市に編入  | 平成17年10月1日 大田市 | 大田市        |
| 赤波村       | 明治8年 佐摩村に合併 | 佐摩村             | 久利村                     | 久利村                       | 久利村                            | 久利村                            | 昭和29年1月1日 大田市の一部 | 大田市                        | 平成17年10月1日 大田市 | 大田市        |
| 久利村       |                      |                    | 久利村                     | 久利村                       | 久利村                            | 久利村                            | 昭和29年1月1日 大田市の一部 | 大田市                        | 平成17年10月1日 大田市 | 大田市        |
| 松代村       |                      |                    | 久利村                     | 久利村                       | 久利村                            | 久利村                            | 昭和29年1月1日 大田市の一部 | 大田市                        | 平成17年10月1日 大田市 | 大田市        |
| 今市原村     | 今市原村             | 明治8年 市原村     | 久利村                     | 久利村                       | 久利村                            | 久利村                            | 昭和29年1月1日 大田市の一部 | 大田市                        | 平成17年10月1日 大田市 | 大田市        |
| 先市原村     |                      | 明治8年 市原村     | 久利村                     | 久利村                       | 久利村                            | 久利村                            | 昭和29年1月1日 大田市の一部 | 大田市                        | 平成17年10月1日 大田市 | 大田市        |
| 行恒村       |                      |                    | 久利村                     | 久利村                       | 久利村                            | 久利村                            | 昭和29年1月1日 大田市の一部 | 大田市                        | 平成17年10月1日 大田市 | 大田市        |
| 戸蔵村       | 明治8年 忍原村に合併 | 忍原村             | 忍原村                     | 忍原村                       | 昭和9年4月1日 久利村に編入        | 久利村                            | 昭和29年1月1日 大田市の一部 | 大田市                        | 平成17年10月1日 大田市 | 大田市        |
| 忍原村       | 忍原村               | 忍原村             | 忍原村                     | 忍原村                       | 昭和9年4月1日 安濃郡川合村に編入  | 昭和9年4月1日 安濃郡川合村に編入  | 昭和29年1月1日 大田市の一部 | 大田市                        | 平成17年10月1日 大田市 | 大田市        |
| 静間村       | 静間村               | 静間村             | 静間村                     | 静間村                       | 静間村                            | 静間村                            | 昭和29年1月1日 大田市の一部 | 大田市                        | 平成17年10月1日 大田市 | 大田市        |
| 新屋村       | 新屋村               | 新屋村             | 八代村                     | 八代村                       | 昭和22年11月15日 大代村           | 昭和22年11月15日 大代村           | 昭和30年4月1日 邑智郡川本町 | 昭和32年12月31日 大田市へ編入 | 平成17年10月1日 大田市 | 大田市        |
| 大家本郷     | 大家本郷             | 大家本郷           | 大家村                     | 大家村                       | 昭和22年11月15日 大代村           | 昭和22年11月15日 大代村           | 昭和30年4月1日 邑智郡川本町 | 昭和32年12月31日 大田市へ編入 | 平成17年10月1日 大田市 | 大田市        |
| 北佐木村     | （字大口）           | （字大口）         | 大家村                     | 大家村                       | 昭和22年11月15日 大代村           | 昭和22年11月15日 大代村           | 昭和30年4月1日 邑智郡川本町 | 昭和32年12月31日 大田市へ編入 | 平成17年10月1日 大田市 | 大田市        |
| 北佐木村     | （字大口を除く）     | （字大口を除く）   | 八代村                     | 八代村                       | 昭和22年8月1日 邑智郡三原村に編入 | 昭和22年8月1日 邑智郡三原村に編入 | 昭和30年4月1日 邑智郡川本町 | 邑智郡川本町                  | 邑智郡川本町           | 邑智郡 川本町 |

## 行政
安濃・邇摩郡長
| 代 | 氏名 | 就任年月日                | 退任年月日                | 備考 |
| -- | ---- | ------------------------- | ------------------------- | ---- |
| 1  |      | 明治12年（1879年）1月12日 |                           |      |
|    |      |                           | 明治29年（1896年）3月31日 | 廃官 |

邇摩郡長
| 代 | 氏名 | 就任年月日               | 退任年月日                | 備考                   |
| -- | ---- | ------------------------ | ------------------------- | ---------------------- |
| 1  |      | 明治29年（1896年）4月1日 |                           |                        |
|    |      |                          | 大正15年（1926年）6月30日 | 郡役所廃止により、廃官 |